# Manuela Solís
Manuela Solís Clarás (Valência, 1862 - 1910) foi uma ginecóloga espanhola, a primeira mulher que obteve a licenciatura em medicina na Universidade de Valência.
Com dezasseis anos, realiza o exame de rendimento no Instituto de Valência. Foi uma das primeiras mulheres a tirar um curso nesse centro estudos de Bacharelato, que termina com a qualificação de excelente, sente-se um clima hostil à educação feminina. Igualmente foi pioneira no acesso à educação superior. Entre 1882 e 1883 faz a preparatória de medicina à Universidade. Em 1889 obtém a licenciatura em medicina, também com qualificações de excelência.
Muda-se para Madrid, e ingressa como praticante no Instituto Loiro do Hospital Universitário da Princesa. Ali amplia os conhecimentos em ginecologia; e obtém em 1905 o doutorado com as máximas pontuações, defendendo a tese: «O cordão umbilical». Em 1891 instala-se em Paris, onde se destaca como profissional entre importantes pesquisadores da época, como o foram Pinard, Tarnier, e Varnier. Posteriormente retorna a Valência, onde se estabelece como ginecóloga, e obtém um grande reconhecimento por parte da alta sociedade da época.
Um ano mais tarde, devido a seu matrimónio muda-se novamente para Madrid. Esses primeiros tempos foram difíceis, já que a sociedade da época não só não via com bons olhos que uma mulher casada trabalhasse, como também não aceitava a validade profissional de uma mulher no mundo da medicina. No entanto, a doutora Solís e Claràs persistiu na sua vocação e finalmente encontrou um reconhecimento do meio.
Em Abril de 1906, foi eleita membro da Sociedade Ginecológica Espanhola, e combinou assim as tarefas clínicas com as da sua investigação. Como fruto da sua actividade publicou uma obra intitulada  Higiene da Gravidez e da primeira infância, que foi prologada pelo insigne sábio doutor Santiago Ramón e Cajal, o qual expressamente abalava o valor científico da obra, e a excelência e habilidade científica da autora.